# ابو پسر آدم
ابو پسر آدم (به مالایالم: Adaminte Makan Abu) فیلمی محصول سال ۲۰۱۱ و به کارگردانی سلیم احمد است. در این فیلم بازیگرانی همچون سلیم کومار، زارینا وهاب، موکش، کالاباوان مانی ایفای نقش کرده‌اند.